# Ryke Geerd Hamer
Ryke Geerd Hamer (Mettmann, 17 maggio 1935 – Sandefjord, 2 luglio 2017) è stato un medico tedesco, radiato dal relativo albo professionale.
È noto per aver elaborato, a partire dal 1981, una medicina alternativa denominata Nuova Medicina Germanica (NMG). Hamer sostenne che la genesi di ogni patologia sia dovuta a presunti traumi o conflitti non risolti e propone trattamenti originali, come il contagio volontario con agenti microbici. Le sue teorie alternative, logicamente contraddittorie e scientificamente implausibili in quanto prive di qualsiasi riscontro biologico o clinico, sono state ripetutamente al centro di polemiche poiché hanno causato il decesso di un alto numero di pazienti che le avevano seguite. Secondo quanto riportato da diverse fonti, sarebbero tra i 140 e le diverse centinaia i decessi attribuiti all'applicazione dell'approccio di Hamer. Inoltre, secondo SwissCancer, ai pazienti affetti da cancro viene negata la terapia del dolore tramite somministrazione degli oppioidi (morfina), non prevista nella NMG.
Per tali motivi è stato indagato, arrestato e condannato più volte in diversi paesi europei (Francia, Spagna, Austria, Germania, Belgio) per i reati di cattiva pratica medica, esercizio abusivo di professione medica, calunnia e frode. Radiato dall'Ordine dei medici e conseguentemente sospeso dalla pratica medica da un Tribunale tedesco nel 1986, perché affetto da "monomanie e grave perdita del senso della realtà", è stato incarcerato l'ultima volta in Francia dal settembre 2004 al 16 febbraio 2006 per frode ed esercizio abusivo della professione medica.
Hamer è conosciuto inoltre per le sue affermazioni antisemite, che nel marzo 2007 gli sono costate l'avvio di ulteriori procedimenti giudiziari da parte della procura di Cottbus (dal pubblico ministero Robbineck) per "incitamento all'odio razziale". 
Inoltre è conosciuto per la vicenda di suo figlio Dirk, morto in seguito al ferimento da arma da fuoco, caso per il quale Vittorio Emanuele di Savoia fu accusato di omicidio e poi assolto.

## Biografia
Nasce in Germania il 17 maggio 1935, a Mettmann. Nel 1953, all'età di 18 anni consegue la maturità a Krefeld e comincia gli studi di Medicina e Teologia all'Università di Tubinga. Nel 1957, a 22 anni, supera l'esame di laurea in teologia evangelica a Erlangen; il 10 aprile del 1962, a 26 anni, supera l'esame statale di Medicina a Marburgo in Germania. Riceve il Dr. med. nel dicembre 1963. Perderà l'abilitazione a praticare la medicina nel 1986. Nel febbraio 1972 diventa medico di medicina interna. Deposita alcuni brevetti, soprattutto relativi alla chirurgia plastica: il "bisturi di Hamer" e un tavolo che si adatta automaticamente ai contorni del corpo.
Sposato con Sigrid Oldenburg, anche lei medico, ebbe quattro figli: Birgit (ex modella e attrice, Miss Germania 1976 e candidata tedesca per Miss Universo), Dirk, Ghunield e Berni.
Nel 1978 il figlio diciannovenne Dirk, mentre si trova in vacanza all'isola di Cavallo, in Corsica, viene colpito alla gamba da un proiettile, sparato da un fucile impugnato da Vittorio Emanuele di Savoia, l'ex principe ereditario italiano; a causa di una lite con alcuni ospiti - rei a suo dire di avergli sottratto un gommone - dell'imprenditore e medico romano Nicky Pende (sulla cui barca si trovavano Birgit e Dirk Hamer), Vittorio Emanuele sparò alcuni colpi dal suo yacht, uno dei quali penetrò nella stiva e colpì il giovane, che stava dormendo, alla gamba: nonostante i soccorsi e il ricovero in una clinica, la gamba va in gangrena (venne soccorso dopo circa 4 ore e perse molto sangue), Dirk entra in coma e muore dopo quattro mesi di agonia. I processi si protrarranno per molti anni, e l'imputato, che era in stato di ubriachezza al momento del fatto, sarà in seguito assolto dall'accusa di omicidio preterintenzionale con una sentenza francese molto controversa, e condannato solo a una pena lieve per porto abusivo di armi, affermando che il colpo fosse partito da un'arma diversa da quella posseduta dal principe.
Successivamente Ryke Hamer viene colpito da carcinoma a un testicolo, che gli viene asportato chirurgicamente. In seguito a questi episodi, in un primo tempo Hamer ipotizza che il cancro sia causato da traumi improvvisi e drammatici, che porterebbero a "conflitti biologici". In seguito, nel 1981, elabora una teoria secondo la quale tutte le malattie sarebbero causate da tali "conflitti biologici" e l'unica possibilità di guarigione sarebbe quindi data dalla risoluzione del conflitto. Denomina la sua ipotesi di uno shock biologico "sindrome di Dirk Hamer" (in inglese Dirk-Hamer-Syndrome o DHS), in omaggio al figlio, e battezza le basi della sua pratica Cinque Leggi Biologiche. Anche la moglie di Hamer si ammala di cancro, diventando così la prima paziente a sperimentare la nuova teoria; muore però nel 1985 a causa di un infarto cardiaco.
Hamer muore a Sandefjord (Norvegia) il 2 luglio 2017, a 82 anni, a causa di un accidente cerebrovascolare.

## Storia giudiziaria
Nel 1986 è stato radiato dal Bundesärztekammer (Ordine dei medici) dal tribunale distrettuale di Coblenza, per omessa assistenza medica; da quel momento in poi ha continuato a praticare abusivamente in diversi paesi. Nel 1990 fonda a Burgau, Austria, un centro di consulenza che chiama "Klinik für Neue Medizin", e che sarà chiuso nel 1995 dalle autorità austriache. Il 22 gennaio 1992 viene condannato dal tribunale distrettuale di Colonia a 4 mesi di carcere, per avere ingessato, a un ragazzo con un tumore a un ginocchio, una gamba che è stato poi necessario amputare.
Il 27 luglio 1993 viene condannato in Austria per calunnia a 6 mesi con la condizionale per tre anni. Nel 1997 viene arrestato a Colonia, e condannato a 19 mesi di reclusione per esercizio illegale della professione medica, scontandone 12. Ripara poi all'estero, sfuggendo così ad un nuovo mandato di cattura. Il 17 marzo del 2000 viene condannato in contumacia a 18 mesi di reclusione e 50.000 Franchi di multa in Francia per complicità nell'esercizio abusivo della professione medica e frode.
Nel 2003 fa registrare la "nuova medicina germanica" come marchio registrato. 
È stato nuovamente arrestato in Spagna nel settembre 2004 ed estradato in Francia sulla base di un mandato di fermo europeo emesso in Francia. Lì era stato condannato in appello dal tribunale di Chambéry il primo luglio 2004 alla pena di tre anni di reclusione, per frode e complicità nell'esercizio abusivo della professione medica, dopo sei anni di procedure giuridiche. È stato rilasciato il 16 febbraio 2006, tre mesi prima della scarcerazione prevista. Nella prima metà di marzo 2007 è stato accusato dalla procura di Cottbus (dal pubblico ministero Robbineck), in Germania, per "incitamento all'odio razziale" a causa dei contenuti violentemente antisemiti dei suoi scritti.
Fuggito dalla Spagna, si rifugiò in Norvegia. Secondo il quotidiano norvegese Verdens Gang, ci sarebbe stata una persona deceduta dopo aver seguito la Nye Medisin anche nel paese scandinavo: si tratta della cinquantaduenne Elsemarit Fjeldheim, di Kongsberg, che si era affidata nelle mani dei "terapeuti" Bent Madsen e Dagfrid Kolås. Sono numerosi i procedimenti giudiziari e le inchieste aperte anche in Belgio a carico di quella che ormai anche importanti organi di informazione internazionali come Le Soir in Belgio e TF2 in Francia definiscono espressamente come una "setta"

## L'antisemitismo
Dai primi anni duemila Hamer sostenne che le sue cosiddette "leggi biologiche" sarebbero state messe sotto silenzio a causa di un presunto complotto mondiale degli ebrei, e da presunte associazioni massoniche ebraiche che, a suo dire, avrebbero voluto assassinarlo. Secondo Hamer, gli ebrei si curerebbero di nascosto con la nuova medicina germanica e impedirebbero ai non ebrei di farvi ricorso, macchiandosi "del più orribile delitto di tutta la storia dell'umanità", come scrisse in una lettera da lui indirizzata a Menachem Mendel Schneerson nel 1986.
(Intervista del 23 settembre 2007 al Dottor Hamer)
In una lettera "agli amici" del 2003 disponibile online, denuncia:
(Lettera "agli amici" del 23 aprile 2003)
Hamer, in interviste successive, avrebbe poi espresso posizioni vicine al negazionismo dell'Olocausto. Avrebbe inoltre affermato che gli attentati dell'11 settembre 2001 non sarebbero stati eseguiti da terroristi islamici, e che a suo parere l'umanità non è mai andata sulla Luna:
(Intervista del 2006 in Spagna)
A causa dei suoi scritti, Hamer è stato a lungo latitante perché accusato di "incitamento all'odio razziale" sulla base dell'articolo 130 del Codice penale tedesco. Per sfuggire all'arresto, secondo quanto scritto in un'intervista del 23 settembre 2007 pubblicata da Fabrizio Camilletti, Hamer fuggì in Norvegia. I motivi di questa fuga li spiegò lo stesso ex medico tedesco nel corso dell'intervista: "Da una telefonata ho saputo che il governo tedesco, tramite la polizia, mi avrebbe incarcerato. Sono partito un giorno prima della mia cattura e sono venuto in Norvegia, perché la Norvegia non fa parte della Comunità Europea e qui è molto più difficile incarcerarmi". Le accuse sono state mosse da parte della procura di Cottbus (codice 1653 Js2797/06, pubblico ministero Wilfried Robinek) e della procura di Rottweil (codice 10 UJs6999/06).
La conferma fu nella corrispondenza del 2007, indirizzata ad Hamer proprio in Norvegia, nella città di Sandefjord, nella contea di Vestfold, un centinaio di chilometri a sud di Oslo. In una lettera del 20 maggio 2008 viene riportato come suo indirizzo Sandkollveien 11, sempre nella città di Sandefjord. Il tutto viene confermato anche dal fatto che il 29 gennaio 2008 Hamer ha registrato una propria casa editrice in Norvegia, chiamata "Germanische Neue Medizin Forlag Dr. Hamer", "società di persona singola" con sede al medesimo indirizzo. I seguaci di Hamer hanno organizzato incontri anche sulla mistica ebraica, forse per contrastare le accuse di antisemitismo.

## La Nuova Medicina Germanica
Hamer sostenne di aver trovato conferma delle sue ipotesi in tutti i casi che ha esaminato, che a suo dire sarebbero circa 30.000. Tuttavia, nella letteratura medica internazionale non è riportato alcun caso di cancro curato con il metodo di Hamer, e non esistono studi che riguardino o confermino le sue teorie. Le cosiddette "prove" fornite da Hamer e dai suoi seguaci non sono scientificamente plausibili, e molti aspetti della sua pratica sono in totale contrasto con le conoscenze fornite dalla scienza medica o dalla biologia. Ad oggi non si conosce nessun caso documentato di persona guarita grazie al metodo di Hamer, mentre sono noti i casi di coloro che sono morti seguendo tale metodo.
In Italia le teorie di Hamer sono diffuse dall'Associazione Leggi Biologiche Applicate (ALBA), associazione che, però, dal 2007 non ha più goduto del sostegno di Hamer. Secondo Claudio Trupiano (fondatore e membro del Consiglio Direttivo dell'Associazione ALBA) il pensiero di Hamer sarebbe in continuità con la teoria evoluzionistica. In particolare, con la teoria formulata in chiave biologica da Ernst Haeckel, che "l'ontogenesi segue la filogenesi", ovvero che nello sviluppo del singolo si ricapitola lo sviluppo della vita dalle sue prime forme organiche. A partire da questo "assunto" si giungerebbe all'altro "assunto" indimostrato del pensiero hameriano: la corrispondenza tra i vissuti (analizzati sul piano biologico complessivo e non solo psicologico) e le reazioni dei tessuti, secondo uno schema costante.
Più in particolare, Hamer affermava che, a suo dire:
- le metastasi sarebbero inesistenti e lo sviluppo di masse tumorali a distanza sarebbe motivato dall'insorgenza di nuovi conflitti;
- i batteri e i virus non sarebbero un danno per il nostro corpo, ma anzi aiuterebbero a guarire (ad esempio, si prescrive che "in presenza di un tumore allo stomaco, bisogna ingerire al più presto dei batteri della tubercolosi");
- all'origine del cancro o di una malattia vi sarebbe un presunto trauma non risolto o un conflitto (ad esempio: "il cancro al seno destro sarebbe causato da un presunto conflitto madre-figlio, la carie dentaria è causata dal "conflitto di non poter mordere", mentre il diabete nelle donne mancine sarebbe in verità un "conflitto sessuale" provocato dal disgusto dell'organo sessuale maschile, dai ragni o dalle rane")[47];
- i traumi psichici sarebbero visualizzabili negli esami TAC.

Per quanto riguarda la presunta "visualizzazione dei traumi psichici tramite TAC" (che secondo Hamer apparirebbero come delle formazioni concentriche e rotondeggianti), Hamer si riferiva erroneamente e in maniera del tutto fuorviante a segni che sono invece notoriamente dei banali artefatti tecnici del macchinario, chiamati ring artifact, frequenti soprattutto nelle apparecchiature più obsolete.
Secondo SwissCancer la pratica hameriana è considerata molto pericolosa per diversi motivi: poiché può indurre i pazienti, erroneamente sicuri della "guarigione", ad abbandonare le terapie mediche che sono invece di accertata efficacia, rischiando così di facilitare o accelerare il proprio decesso; la sospensione degli oppioidi (morfina) che viene consigliata dall'approccio di Hamer può condurre i pazienti a dover sopportare atroci sofferenze; infine, stante la teoria eziologica basata sulla presenza di conflitti personali, il peggioramento della malattia potrebbe portare i pazienti a dover sopportare ingiustamente dei sentimenti di colpevolizzazione.
Anche il German Cancer Research Center, il German Cancer Society la German Medical Association e il German Consumer Councils dissentono fortemente dagli aspetti teorizzati dalla Nuova Medicina Germanica e gli stessi proponenti terapie alternative nella cura del cancro guardano con scetticismo alla pratica.. Il trattamento di Hamer viene descritto non solo come pericoloso ma anche crudele.
Hamer sostiene inoltre che la maggioranza dei decessi per tumore è da imputare al "conflitto non risolto", alla tossicità della chemioterapia e a overdose di morfina e altri oppiacei (ammettendo invece altri farmaci antidolorofici), e afferma anche che la chirurgia può essere ammessa se la massa è fonte di fastidio, ma non sarebbe utile alla "risoluzione".
Le teorie di Hamer potrebbero anche essere assimilate, secondo alcuni, a un tentativo di induzione terapeutica delle remissioni spontanee, se non fosse che queste sono estremamente rare e in nessun caso si è riusciti ad indurle artificialmente.

### Le cosiddette "Cinque leggi biologiche"
Hamer affermò di aver scoperto cinque leggi fondamentali della natura, le "Cinque leggi biologiche":
- Prima legge ("La regola ferrea"): le gravi malattie hanno origine da un evento di shock o trauma psicologico ("sindrome di Dirk Hamer") che viene vissuta dall'individuo come acuto e drammatico. Il contenuto del conflitto psicologico determina la posizione della comparsa di un focolaio di attività nel cervello che può essere visto in una TAC come una serie di anelli concentrici, detta "focolaio di Hamer", che corrisponderebbe alla posizione della malattia nel corpo. Lo sviluppo successivo del conflitto determina ulteriori cambiamenti. Hamer sostiene che i focolai siano spesso scambiati per lesioni cerebrali o tumori del cervello.
- Seconda legge ("Le due fasi della malattia"): un paziente che non ha risolto il suo conflitto è nella prima fase (conflitto attivo), che Hamer chiama "malattia fredda" (sensazione di freddo, mancanza di sonno, alcuni tumori, ecc.). Se riesce a risolvere il conflitto entra in una seconda fase, post-risoluzione (fase di guarigione), chiamata "malattia calda" (reumatiche, infettive, allergiche, tumori o qualsiasi malattia fisica o psichica, da lui chiamata "malattia oncoequivalente", ecc.) Questa seconda fase comporterebbe più rischi, e una completa guarigione secondo Hamer avviene solo dopo il suo completamento. In alcune circostanze, non risolvere la prima fase (mantenendo elementi psicologici del vecchio conflitto) ma declassarla a un livello ragionevolmente vivibile, può essere preferibile che affrontare la seconda fase. In molti casi invece la seconda fase va lasciata scorrere naturalmente, intervenendo marginalmente.
- Terza legge ("Il sistema ontogenetico delle malattie"): Hamer ritiene che la progressione della malattia sia controllata principalmente dal cervello e dal cervelletto. Hamer afferma i suoi legami con la scienza dell'embriologia, perché lega il tipo di progressione della malattia, coinvolgendo l'aumento dei tessuti (crescita del tumore), la perdita di tessuto (necrosi o ulcere) o di funzioni con la relativa discendenza del tessuto dalle diverse parti del foglietto embrionale (endoderma, mesoderma e ectoderma) da cui sia i tessuti di organi e le regioni cerebrali corrispondenti originano (anche tessuti molto diversi, hanno, in effetti, origine dalla stessa zona embrionale).
- Quarta legge ("Il sistema ontogenetico dei microbi"): i microbi non causano malattie, ma sono utilizzati dal corpo, coordinato dal cervello, per ottimizzare la fase di guarigione, a condizione che i microbi necessari siano disponibili quando necessario. Funghi e micobatteri lavorerebbero sui tessuti originati nell'endoderma, nonché su alcuni dei tessuti originari del mesoderma. I batteri funzionerebbero su tutti i tessuti derivati dal mesoderma e i virus su quelli derivati dall'ectoderma. Hamer sostiene che questi microbi, piuttosto che essere antagonisti al corpo, in realtà svolgono un ruolo necessario nella guarigione. Afferma che alcuni degli interventi della medicina convenzionale sono controproducenti, interferendo con i processi naturali.
- Quinta legge ("La quintessenza"): la fase attiva del conflitto e la fase di guarigione delle malattie, come sopra descritto, costituiscono "speciali programmi significativi della natura", sviluppati durante l'evoluzione della specie, per consentire agli organismi di ignorare il funzionamento comune, al fine di trattare particolari situazioni di emergenza.

### Presunti riconoscimenti
I sostenitori della Nuova Medicina Germanica affermano che essa avrebbe ricevuto riconoscimento da diverse istituzioni (ad es. l'università di Trnava), tuttavia a un'attenta verifica tali presunti riconoscimenti si sono mostrati scarsamente attendibili se non inverosimili e in ogni caso nessuno di essi ha a che fare con una seria e scientifica sperimentazione clinica.

## Casi più noti

### Olivia Pilhar
Questo caso ha provocato molto clamore in Austria e Germania. Olivia Pilhar era una bambina austriaca di sei anni quando, nel 1995, si ammalò di tumore maligno a un rene (il nefroblastoma o tumore di Wilms), per cui era necessario ricorrere alla chemioterapia. I genitori si rivolsero a Hamer, che in Austria non poteva più esercitare la professione di medico e si era trasferito in Spagna. I genitori portarono Olivia in Spagna (a Malaga) da Hamer. La sua diagnosi: «conflitto biologico, perché la madre non voleva più cucinare e la nonna le dava da mangiare troppe cotolette».
Dopo una sentenza del tribunale per i minori di Vienna, la bambina fu liberata con l'aiuto della polizia dopo 72 giorni, e fu trasferita in una clinica viennese che le salvò la vita. Prima della partenza dall'Austria, la bambina mostrava un tumore con un volume di 250 cm³; dopo la permanenza in Spagna il tumore era cresciuto fino ad un volume di 4200 cm³ e la bambina era in pessime condizioni. Dopo un'operazione e un trattamento di chemioterapia la piccola Olivia guarì. Nonostante tutto questo, i genitori di Olivia, un ingegnere e una maestra, sono rimasti fedeli alla nuova medicina germanica: il padre non lavora più come ingegnere, ma viaggia in tutta la Germania per divulgare la NMG.

### Gaby J.
Gaby J., infermiera svizzera nata il 14 dicembre del 1954, a maggio del 1997 scopre un nodulo al seno, che la biopsia rivela essere un tumore maligno. Le vengono asportati un seno e dei linfonodi: è uno shock, rifiuta la chemioterapia o la radioterapia e si avvicina alle teorie di Hamer. Due anni dopo le compare un nodulo sotto un'ascella, ma lei è tranquilla: parla di un "gonfiore dovuto ad una stasi". A metà novembre del '99 si allontana da tutto e da tutti, perché deve "concentrarsi sulla guarigione", ma a dicembre già non riesce più a muoversi a causa delle metastasi. Il 29 maggio del 2000 chiede aiuto alla madre, la signora Rose-Laure Huber. Gaby è ormai "uno scheletro, quasi senza capelli". Dopo dolori indicibili, accetta di ricoverarsi all'ospedale di Aarau, dove muore poco dopo. La madre non mostrerà ai parenti il corpo perché devastato dalle metastasi.

### Michaela Jakubczyk-Eckert
Michaela Jakubczyk-Eckert, nata nel 1964 in Germania, scoprì un nodulo al seno verso il 2000. Timorosa della chemioterapia, si fece visitare solo l'anno successivo, quando il tumore aveva raggiunto lo stadio III, ma si lasciò comunque sottoporre alla terapia chemioterapica ottenendo buoni risultati. Sempre lo stesso anno però si rivolse al dott. Maintz di Würselen, un medico, che la indirizzò a Hamer. Michaela si convinse di poter arrivare a una sicura guarigione grazie alla Nuova Medicina Germanica dopo aver trovato solite recensioni entusiastiche sulla rete. Nel 2002 si recò vicino a Malaga, in Spagna, per essere visitata da Hamer. Secondo la testimonianza di suo marito, Hamer avrebbe affermato che lo stato di salute di Michaela era il risultato di un conflitto di partner precedente, che superandolo i sintomi sarebbero stati da considerare come segni della "Heilungsphase" (fase di guarigione) e che lei avrebbe dovuto smettere subito la sua terapia medica, che effettivamente rifiutò quando tornò in Germania.
Venne ricoverata 3 anni più tardi nell'Hospiz Lohmar a Colonia in condizioni disperate. Rifiutava la morfina e altri farmaci analgesici potenti perché, secondo lei, sarebbero stati letali. I medici e il personale dell'Hospiz Lohmar dissero di non aver mai visto prima un caso simile (ridotta a uno scheletro e ricoperta di piaghe con forte odore di putrefazione), ed erano scioccati dall'agonia della donna. Dopo la morte, alcuni seguaci di Hamer affermarono che a uccidere Michaela non fu il suo cancro del seno, bensì un intervento con la morfina a cui era stata sottoposta.

### Domenico Mannarino
È il novembre 2005 quando a Domenico Mannarino, un ispettore di polizia crotonese, viene diagnosticato un tumore al polmone, a causa del quale dovrebbe seguire una chemioterapia. Un medico locale lo convince ad affidarsi alle teorie di Hamer: dopo un deludente contatto con Emmanuele Lupi, medico hameriano di Aulla, questi lo invita a contattare Marco Pfister, presidente dell'associazione ALBA. Delle metastasi cominciano a diffondersi in tutto il corpo del paziente, sino a paralizzarne l'intero lato sinistro. Per Pfister, la paralisi è dovuta a un cosiddetto "conflitto di partner": la colpa dell'espansione delle metastasi è della moglie, che non sostiene a sufficienza il marito. Mannarino muore il 19 agosto 2006, fra atroci sofferenze dovute al mancato uso della morfina. Il decesso è causato dalla perforazione di un'ansa intestinale.

### Manuela Trevisan
Il 19 maggio 2009 viene rinviato a giudizio lo psichiatra pordenonese Danilo Toneguzzi con l'accusa di omicidio colposo e truffa per aver suggerito a una paziente oncologica, Manuela Trevisan, cure alternative alla chemioterapia e in particolare quelle suggerite da Nuova Medicina Germanica. Toneguzzi è presidente del "comitato scientifico" dell'associazione ALBA.

### Cristian Trevisan e Anna Maria Tosin
Nell'aprile 2012 il giudice Domenica Gambardella del tribunale di Padova ha condannato a tre anni di reclusione e 565 000 euro di risarcimento il medico Paolo Rossaro: l'accusa è di omicidio colposo per aver cagionato la morte di Cristian Trevisan (affetto da linfoma di Hodgkin) e Anna Maria Tosin (malata di tumore al seno), in seguito all'applicazione dei metodi di Hamer e, al contempo, sconsigliando il ricorso alle cure scientifiche a base di chemioterapia e radioterapia. In appello Paolo Rossaro è stato condannato a un anno e sei mesi di reclusione, nonché al risarcimento di 220 000 euro per la famiglia di Cristian Trevisan, per aver cagionato la morte solo di quest'ultimo. Tale pena è stata confermata in Cassazione.

### Eleonora Bottaro
Il 30 agosto 2016 la diciottenne Eleonora Bottaro muore a causa di una leucemia linfoblastica acuta. La ragazza si era ammalata circa un anno prima, quando era ancora minorenne. I genitori avevano rifiutato il ricorso alla chemioterapia, in accordo con le teorie di Hamer. Il 27 aprile 2017 la procura di Padova, a seguito di un'inchiesta, ha iscritto i genitori della ragazza al registro degli indagati con l'accusa di omicidio colposo, per aver violato l'obbligo di tutela insito nella potestà genitoriale e per aver ingenerato nella figlia Eleonora una falsa rappresentazione della realtà relativamente alla gravità della malattia e alla validità delle cure alternative, con l'aggravante della cosiddetta "previsione dell'evento", in quanto il comitato etico dell'azienda ospedaliera di Padova aveva unanimemente dichiarato che l'utilizzo di cure prive di fondamento scientifico avrebbe condotto la ragazza a morte certa. I genitori poi furono prosciolti dalla accuse in ragione del principio della libertà di cura che vige in Italia. Il 20 giugno 2019 i genitori sono stati condannati a due anni per aver consentito alla figlia minorenne ammalata di leucemia di rifiutare la chemioterapia. Secondo la procuratrice aggiunta Valeria Sanzari, che ha indagato subito madre e padre per omicidio colposo aggravato dalla prevedibilità dell'evento, la ragazza non ha mai avuto modo di costruire una propria libertà di scelta delle cure. Nell'aprile 2021 la Corte d'Appello ha confermato la sentenza di condanna dei genitori, che è stata ulteriormente confermata dalla Corte di Cassazione nel maggio 2023.

### Alessandra Tosi
Il 2 settembre 2016 un altro caso in provincia di Rimini: muore Alessandra Tosi, giovane madre di 34 anni, a causa delle metastasi diffuse per il corpo. Operata quattro anni prima al seno per un tumore all’ospedale di Santarcangelo, per una completa guarigione avrebbe dovuto seguire un ciclo di chemioterapia, con possibilità di guarigione del 93-95%, che però rifiutò, decidendo di curarsi con impacchi di ricotta e decotti di ortica, seguendo il metodo Hamer.